# Dikan Xiang
Dikan Xiang (kinesiska: 迪坎乡, 迪坎) är en socken i Kina. Den ligger i den autonoma regionen Xinjiang, i den nordvästra delen av landet, omkring 220 kilometer sydost om regionhuvudstaden Ürümqi. Antalet invånare är 8 634. Befolkningen består av 4 076 kvinnor och 4 558 män. Barn under 15 år utgör 21,0 %, vuxna 15-64 år 73 %, och äldre över 65 år 4,0 %.
Genomsnittlig årsnederbörd är 84 millimeter. Den regnigaste månaden är juni, med i genomsnitt 21 mm nederbörd, och den torraste är mars, med 2 mm nederbörd.